# فهرست کشورها بر پایه صادرات نفت پالایش‌شده
در زیر فهرستی از کشورها بر پایه صادرات نفت خام پالایش‌شده آمده‌است. این داده‌ها در سال ۲۰۱۲ بر مبنای میلیون دلار آمریکا مرتب شده‌است که از سوی رصدخانه پیچیدگی اقتصادی منتشر شده‌است.
در زیر ۲۱ کشور برتر فهرست شده‌اند.
| ردیف | کشور                | مقدار  |
| ---- | ------------------- | ------ |
| ۱    | هلند                | ۷۲٬۲۹۶ |
| ۲    | روسیه               | ۷۰٬۶۴۶ |
| ۳    | سنگاپور             | ۶۲٬۴۴۰ |
| ۴    | هند                 | ۵۲٬۹۰۵ |
| ۵    | ایالات متحده آمریکا | ۵۱٬۹۲۹ |
| ۶    | کرهٔ جنوبی           | ۵۱٬۵۴۰ |
| ۷    | بلژیک               | ۳۱٬۶۸۹ |
| ۸    | لوکزامبورگ          | ۳۱٬۶۸۹ |
| ۹    | بریتانیا            | ۳۰٬۱۲۵ |
| ۱۰   | ایتالیا             | ۲۵٬۰۴۰ |
| ۱۱   | مالزی               | ۲۳٬۹۲۴ |
| ۱۲   | امارات متحدهٔ عربی   | ۲۱٬۳۱۹ |
| ۱۳   | تایوان              | ۲۱٬۱۱۸ |
| ۱۴   | کویت                | ۱۷٬۹۴۳ |
| ۱۵   | آلمان               | ۱۷٬۵۳۵ |
| ۱۶   | اسپانیا             | ۱۶٬۹۰۴ |
| ۱۷   | فرانسه              | ۱۶٬۱۰۹ |
| ۱۸   | بلاروس              | ۱۵٬۰۲۲ |
| ۱۹   | عربستان سعودی       | ۱۴٬۹۵۷ |
| ۲۰   | چین                 | ۱۴٬۵۳۶ |
| ۲۱   | سوئد                | ۱۳٬۳۶۳ |